# Happiness ~Koufuku Kangei!~
- ハピネス　～幸福歓迎！～ (Romaji: Happiness ~Koufuku Kangei!~, tên dịch ra tiếng Anh là Happiness ~Welcome Happiness!~) là Single thứ tư của nhóm Berryz Koubou thuộc Hello! Project. Nó được phát hành vào ngày 25, tháng 8, năm 2004 với nhãn hiệu PICCOLO TOWN và số Catalog PKCP-5044.
- Một bản DVD Single V đã được phát hành vào ngày 8, tháng 9, năm 2004 với cùng nhãn hiệu và số Catalog PKBP-5022.

## Credit
- Sáng tác lời: Tsunku
- Dàn dựng: Morio Takashi

## Danh sách bài hát trên CD
1. ハピネス ～幸福歓迎！～ (Romanji: Happiness ~Koufuku Kangei!~)
2. 友情 純情 oh 青春 (Romanji: Yuujou Junjou oh Seishun)
3. ハピネス ～幸福歓迎！～ (Instrumental) (Happiness ~Koufuku Kangei!~ (Bản nhạc khí))

## Danh sách bài hát trên Single V
1. ハピネス ～幸福歓迎！～ (Romanji: Happiness ~Koufuku Kangei!~)
2. ハピネス ～幸福歓迎！～ (Close-Up Ver.) (Happiness ~Koufuku Kangei!~ (Bản cận mặt))
3. メイキング映像 (quá trình dàn dựng)

## Những buổi biểu diễn trên truyền hình
- Ngày 22, tháng 08, năm 2004 Hello! Morning
- Ngày 24, tháng 08, năm 2004 Oha Star
- Ngày 26, tháng 08, năm 2004 AX MUSIC-TV
- Ngày 27, tháng 08, năm 2004 Music Station
- Ngày 17, tháng 09, năm 2004 Pop Jam

## Những buổi biểu diễn phối hợp
- Hello! Project 2004 SUMMER ~Natsu no Doon!~
- 2004 Natsu First Concert Tour "W Stand-by! Double U & Berryz Koubou!"
- Berryz Koubou Live Tour 2005 Shoka Hatsu Tandoku ~Marugoto~
- 2005nen Natsu W & Berryz Koubou Concert Tour "HIGH SCORE!"
- Berryz Koubou Live Tour 2005 Aki ~Switch ON!~
- Berryz Koubou Concert Tour 2006 Haru ~Nyoki Nyoki Champion!~
- 2007 Sakura Mankai Berryz Koubou Live ~Kono Kandou wa Nidoto Nai Shunkan de Aru~
- Berryz Koubou Concert 2007 Haru ~Zoku Sakura Mankai Golden Week Hen~
- Berryz Koubou Concert Tour 2007 Natsu ~Welcome! Berryz Kyuuden~

## Bảng xếp hạng và doanh thu trênOricon
| T. Hai | T. Ba | T. Tư | T. Năm | T. Sáu | T. Bảy | C. Nhật | Xếp hạng trong tuần | Lợi nhuận hàng tuần |
| ------ | ----- | ----- | ------ | ------ | ------ | ------- | ------------------- | ------------------- |
| -      | 8     | 16    | 24     | 30     | 30     | -       | 20                  | 10.529              |
| -      | -     | -     | -      | -      | -      | -       | 71                  | 1.809               |
| -      | -     | -     | -      | -      | -      | -       | 114                 | 872                 |
| -      | -     | -     | -      | -      | -      | -       | 157                 | 481                 |

Tổng doanh thu: 13.691

## Liên kết khác
- Danh mục bài hát của Berryz Koubou từ UP-FRONT WORKS: CD Lưu trữ ngày 12 tháng 10 năm 2008 tại Wayback Machine, DVD Lưu trữ ngày 8 tháng 9 năm 2012 tại Wayback Machine
- Lời bài hát từ trang projecthello.com: Happiness ~Koufuku Kangei!~, Yuujou Junjou oh Seishun
- Dịch lời bởi Kiwi Musume: Welcome Happiness!
- Dịch lời bởi Megchan: Friendship Naivete Oh Youth Lưu trữ ngày 9 tháng 10 năm 2008 tại Wayback Machine

### Đặt hàng tại
- CD: CD Japan
- Single V DVD: CD Japan